# Камерун на літніх Олімпійських іграх 2020
Камерун на літніх Олімпійських іграх 2020 представляли дванадцять спортсменів у семи видах спорту.